# عبد الله صادق (سياسي إثيوبي)
كان عبد الله صادق رجل أعمال مؤثر من هرري وحاكم أوغادين في إثيوبيا.

## الأيام الأولى
كان لدى عبد الله في أوائل القرن العشرين علاقات تجارية مع زيلع وعدن والعديد من الطرق التجارية الأخرى جنوب البحر الأحمر، حيث بنى ثروته. كما حصل على ثقة إمبراطور إثيوبيا منليك الثاني وأرسل كمبعوث لزعيم دولة الدراويش محمد بن عبد الله حسن. كان عبد الله يعتبر زعيما لمسلمي هرر وساعد حاكم هررغي آنذاك، هيلا سيلاسي في إقامة علاقات جيدة بين المسلمين والمسيحيين داخل المحافظة.

## الحياة السياسية

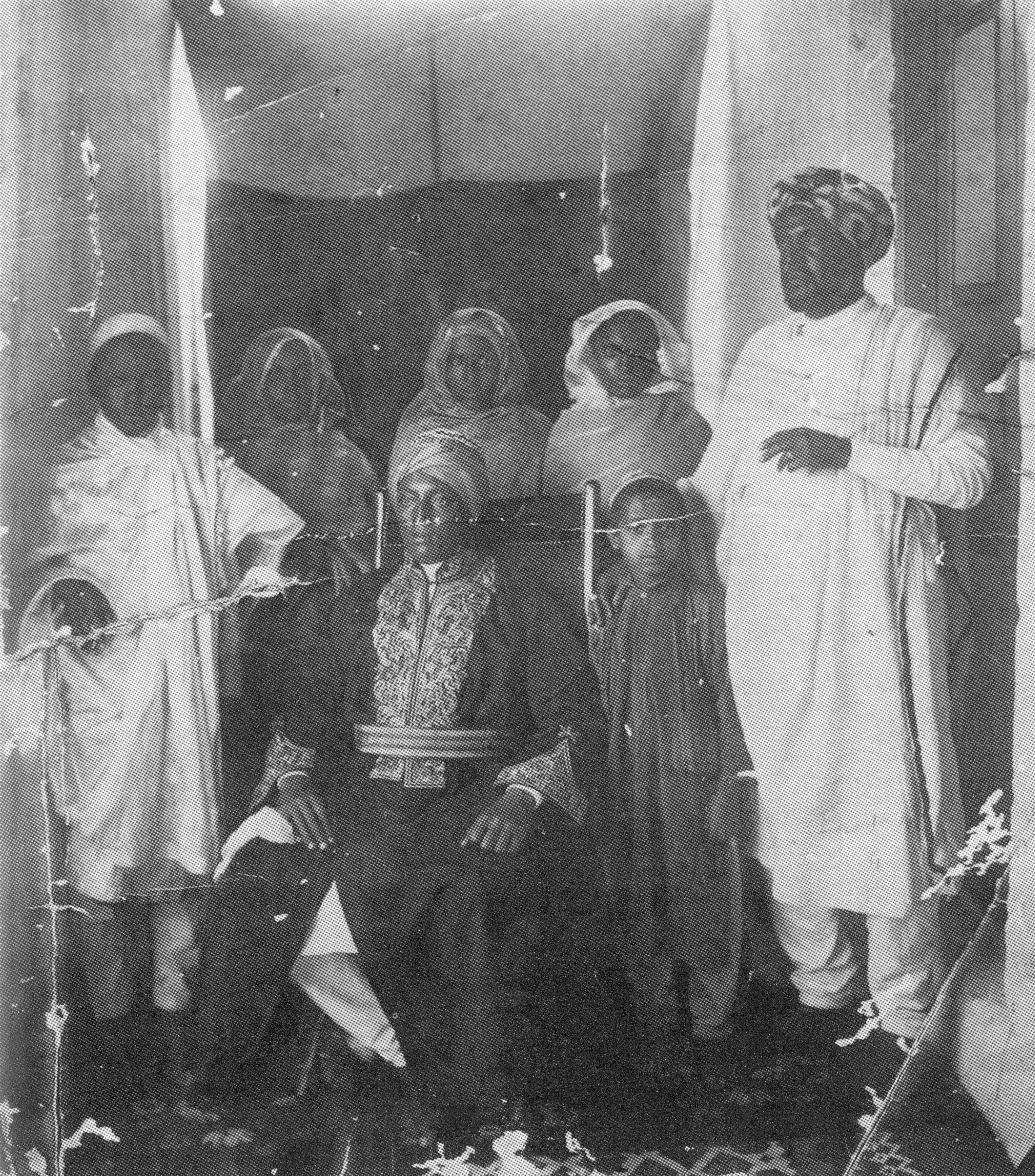
عبد الله صادق (أقصى اليمين) والعائلة مع إياسو الخامس إمبراطور إثيوبيا (جالسًا)

أصبح مديرًا للأراضي في هرر في عهد الحاكم راس ماكونين عام 1889 ولكن تم إيقافه بعد عام. وفي عام 1905 كان زعيمًا للمبعوث الذي يمثل الإمبراطور مينليك إلى الولايات المتحدة. في عام 1906 أثناء زيارته للهند البريطانية، ألقى ضباط بريطانيون القبض عليه واحتجز في زيلع. اتهمت بريطانيا عبد الله بتزويد دولة الدراويش بالسلاح.
عُين عبد الله حاكمًا لأوغادين من قبل إياسو الخامس في عام 1914. استخدم إياسو عبد الله للتواصل مع زعيم الدراويش محمد حسن، مما أدى إلى تحالف بين الدراويش والإمبراطورية الإثيوبية. كانت دولة الدراويش في ذلك الوقت قد ثارت على البريطانيين وهذا أقلق المملكة المتحدة بشأن الدور الذي كان يلعبه عبد الله. ادعى الضابط البريطاني تشارلز دوتي ويلي أن تعيين إياسو لعبد الله كان علامة على أن الحكومة الإثيوبية كانت تتجه نحو سياسة مناهضة لبريطانيا. كما اتهم عبد الله بأنه متآمر إسلاموي دولي ضد الإمبراطورية البريطانية، بدليل محاولاته للتواصل مع أمير أفغانستان. ووفقًا للبروفيسور حجاي ايرليخ فقد كان عبد الله أحد الشخصيات الرئيسية التي عززت العلاقات مع الدولة العثمانية لإدخال إثيوبيا في الحرب العالمية الأولى إلى جانب قوى المركز.

## الموت
بعد الإطاحة بإياسو الخامس، تم اعتقاله في هرر مع عدد من القادة الصوماليين. تم إطلاق سراح عبد الله لاحقًا من السجن، ولكن قبل الإفراج عنه زُعم أنه تعرض للتسمم بأمر من هيلا سيلاسي وتوفي عام 1920.